# Óblast de Tula
L'óblast de Tula (rus: Ту́льская о́бласть, Túlskaia óblast) és un subjecte federal de Rússia els límits actuals del qual foren definits el 26 de setembre de 1937.
El seu centre administratiu és la ciutat de Tula. Té una població d'1.675.758 habitants (Cens del 2002). La seva superfície, de 25.700 km², és en termes d'extensió, similar a la de Sardenya.